# 高松八幡神社
高松八幡神社（たかまつはちまんじんじゃ）は、東京都練馬区高松一丁目にある神社。八幡宮の一社である。正式名称は「八幡神社」だが、練馬区内には同じ八幡神社が3社あるため、道路標識などでは地名から「高松八幡神社」と呼称される。高松、向山、貫井の氏社であり、中野区鷺宮にある鷺宮八幡神社とは鎌倉街道を挟んで対に建てられたことから「若宮八幡宮」とも呼ばれている。

## 祭神
- 応神天皇

## 境内社
- 熊野神社（伊邪那美命）
- 春日神社（天児屋命）
- 須賀神社（須佐之男命）
- 稲荷神社（宇迦之御魂神）
- 高木神社（高皇産霊神）
- 御嶽神社（櫛真知命）
- 天神社（菅原道真）
- 夫婦社（祭神不明）

## 由緒
社伝によれば、康平7年（1064年）に前九年の役に勝利し東北地方を平定した源頼義が戦勝を感謝し、国家と源氏の安寧を願い建立したのが始まりとされる。鷺宮八幡神社も同じ由緒であり、両社は鎌倉街道を挟んで南北に建立されている。鷺宮の方が先に建立されたため、高松の方は若宮八幡と呼ばれるようになった。
『新編武蔵風土記稿』上練馬村の項目では、「八幡社、村ノ鎮守ナリ。社領8石ノ御朱印ハ、慶安2年（1649年）11月17日附セラル。神明、春日ヲ合殿トス。愛染院持。」とある。また、『文政4年上練馬村村方明細書上帳』では鎮守八幡宮とあり、これより以前、寛政6年（1794年）に古川古松軒が編纂した地誌『四神地名録』では若宮八幡宮と呼ばれていた。明治5年（1872年）に上練馬村の村社となった。
現在の社殿は本殿が享和3年（1803年）の建立で、幣殿、拝殿が大正9年（1920年）に改築されたものである。社殿脇には昭和38年（1963年）建立の神楽殿がある。

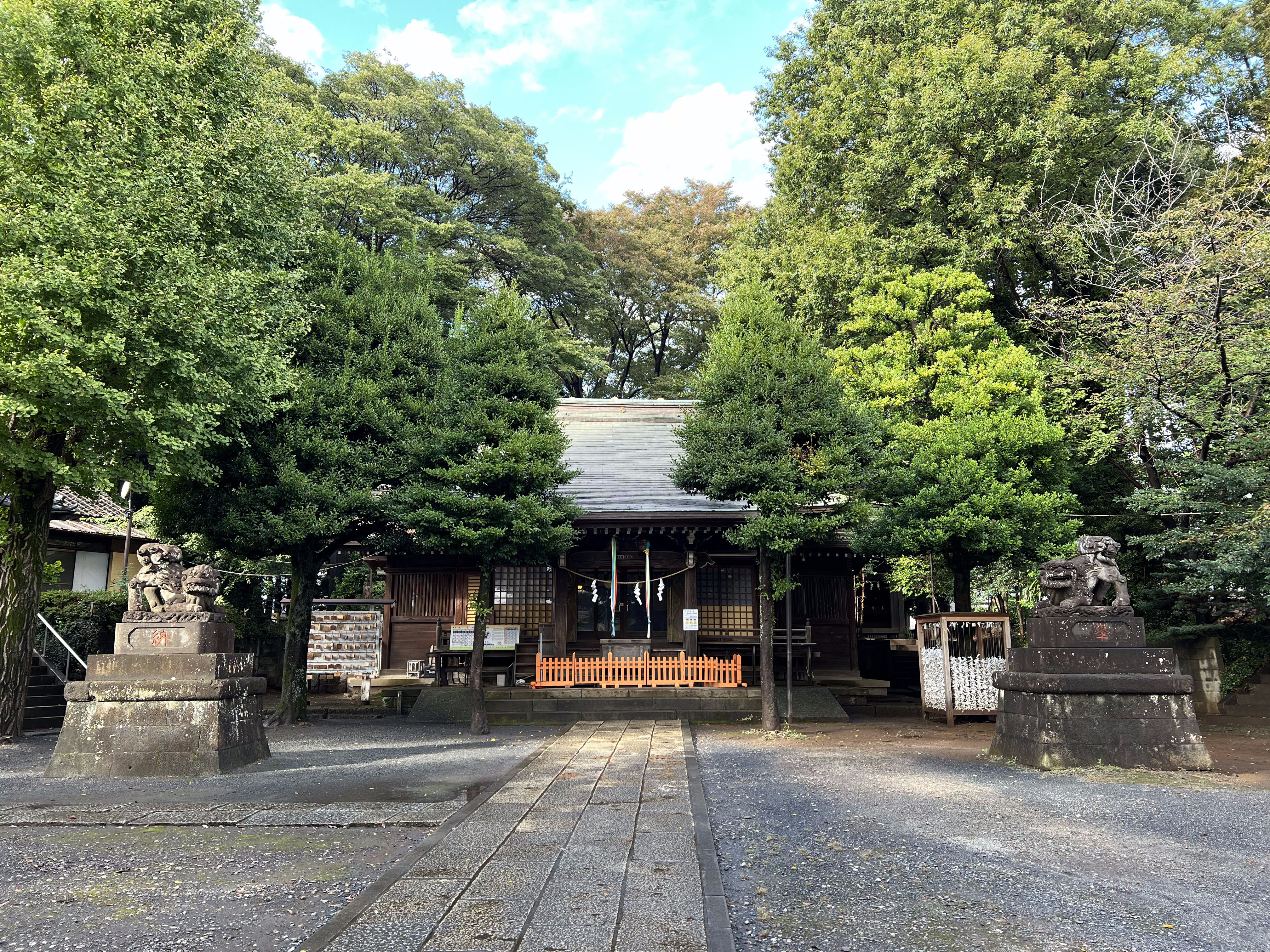
拝殿
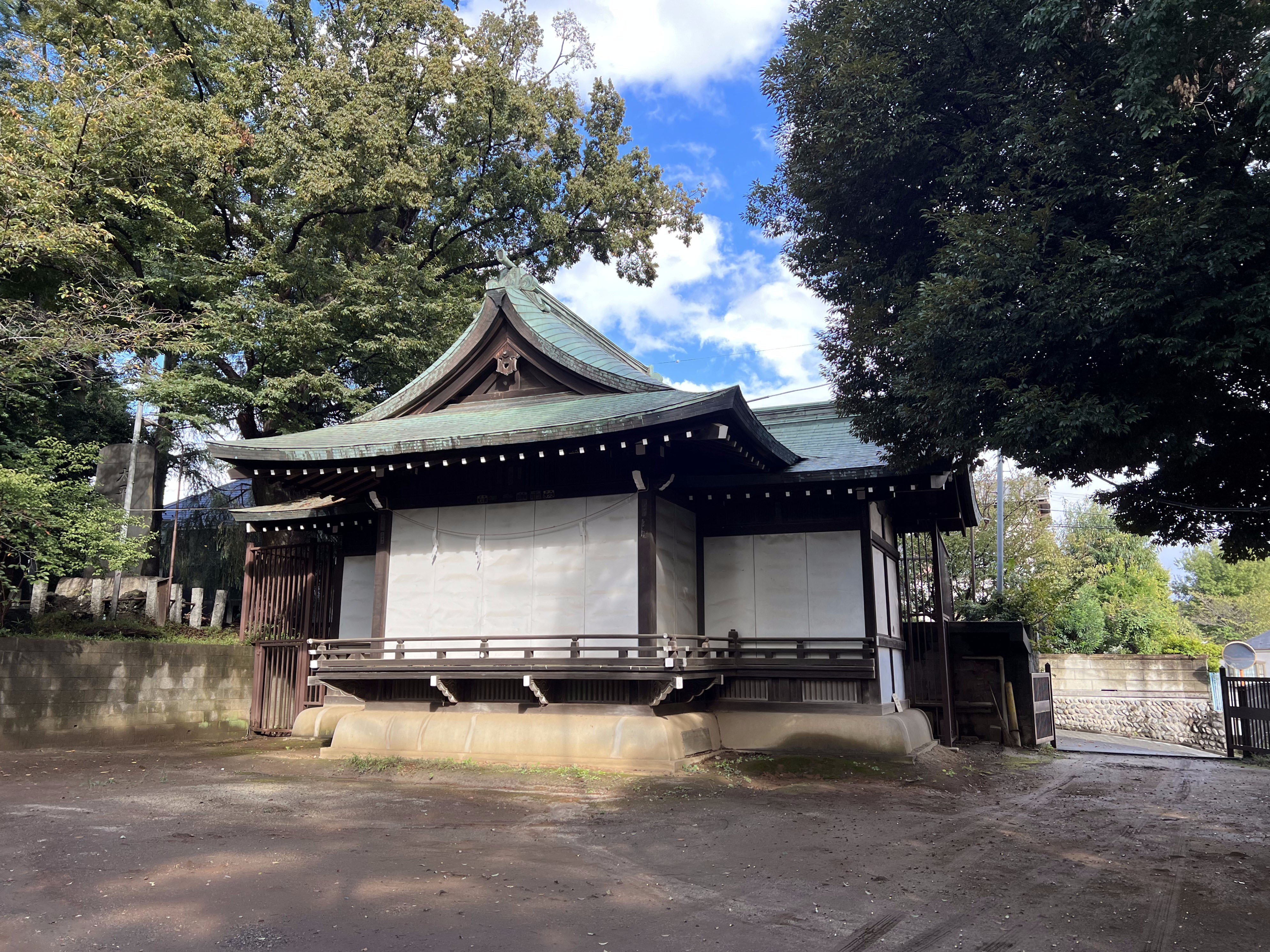
神楽殿
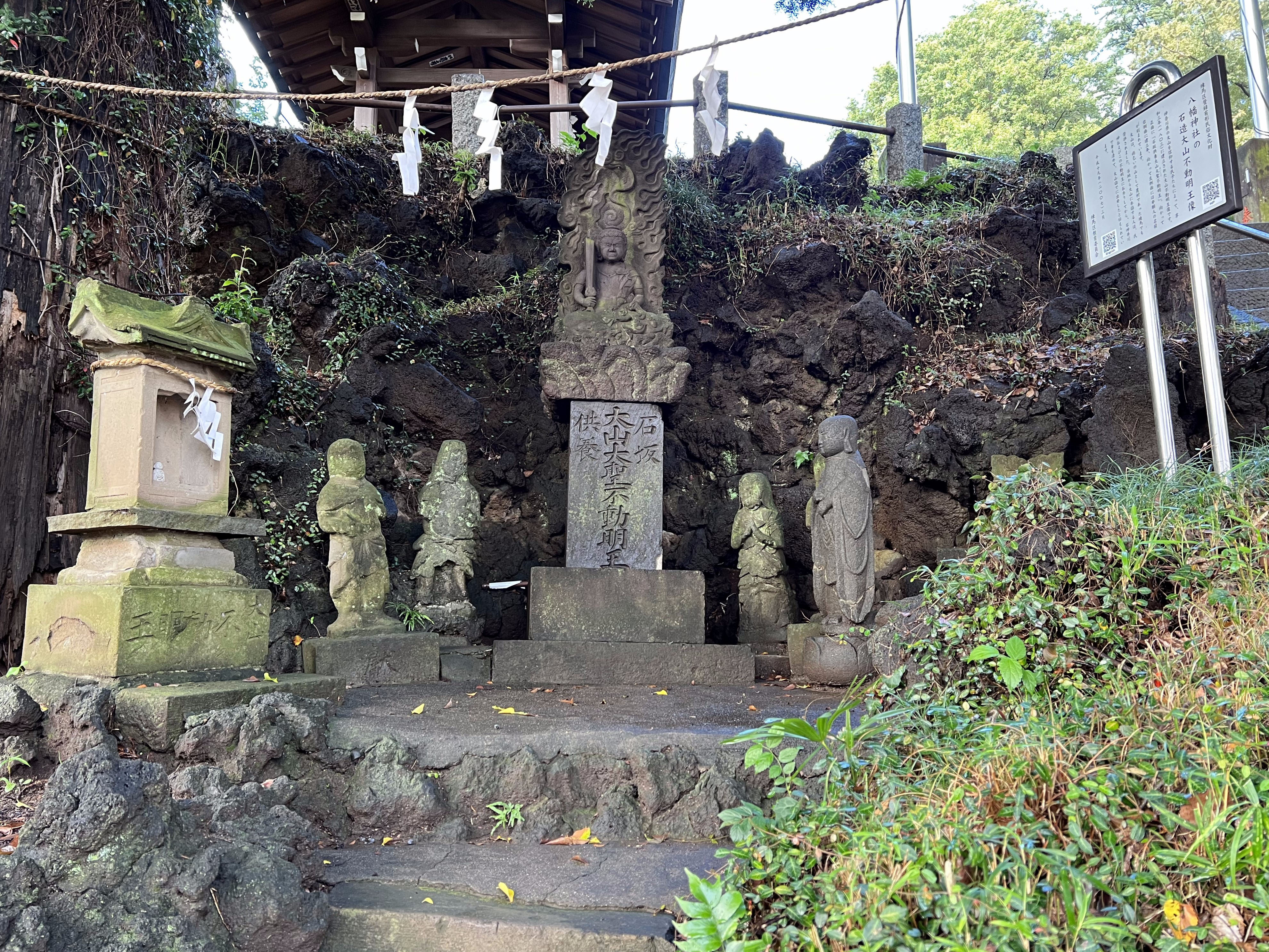
不動明王像

## 文化財
高松八幡神社の境内には、以下に述べる不動明王石像のほか、三国第一山登山記念碑（明治19年）、日露戦役記念碑（明治39，40年）、太平洋戦碑（昭和42年）などの石碑がある。

### 練馬区登録有形民俗文化財
- 石造大山不動明王像 - 享和3年に氏子たちによって寄進された不動明王の石像で、境内石段脇に設置されている。正面には「石坂供養大聖大山不動明王」と刻まれており、側面には建立年と寄進者名が刻まれている。石像の脇には4体の童子像がある。かつてこの地から大山阿夫利神社へ大山詣をする者はこの像に無事を祈願し、石神井川で身を清めてから出立したという。平成18年（2006年）に区の登録有形民俗文化財に登録された[4]。

## 交通
- 都営地下鉄大江戸線、練馬春日町駅から徒歩12分

## その他
テレビ朝日系で放送されているスーパー戦隊シリーズやテレビ朝日水曜21時枠刑事ドラマなどでロケ地として使用されることがある。